# Dasymys rufulus
Dasymys rufulus är en däggdjursart som beskrevs av Miller 1900. Dasymys rufulus ingår i släktet Dasymys och familjen råttdjur. IUCN kategoriserar arten globalt som livskraftig. Inga underarter finns listade i Catalogue of Life.
Denna gnagare förekommer i västra Afrika från Senegal till Nigeria. Habitatet utgörs av träskmarker och andra fuktiga landskap.
Arten blir 13 till 17 cm lång (huvud och bål), har en 12 till 16 cm låg svans och väger 45 till 125 g. Bakfötterna har en längd av 30 till 35 mm och öronen är 17 till 21 mm långa. På ovansidan är pälsen brun till gråbrun med röda nyanser.
Individerna har främst gräs och blad som föda. Honor föder cirka 3 ungar efter ungefär 32 dagar dräktighet.